# Andrew Stuart (Politiker)
Andrew Stuart (* 3. August 1823 in der Nähe von Pittsburgh, Pennsylvania; † 30. April 1872 in Washington, D.C.) war ein US-amerikanischer Politiker der Demokratischen Partei. Von 1853 bis 1855 war er Mitglied des Repräsentantenhauses der Vereinigten Staaten für den 21. Kongressdistrikt des Bundesstaates Ohio.

## Biografie
In der Nähe von Pittsburgh im US-Bundesstaat Pennsylvania wurde Andrew Stuart geboren. 1834 zog er mit seiner Mutter nach Pittsburgh. Er besuchte dort die öffentlichen Schulen. Nach seinem Schulbesuch war er als Redakteur bei einer Zeitung tätig. 1850 zog er nach Steubenville um, um dort als Redakteur bei der American Union tätig zu sein.
Bei den Kongresswahlen 1852 wurde er als Vertreter des 21. Distrikts von Ohio ins US-Repräsentantenhaus gewählt. Dort vertrat er den 21. Distrikt bis 1855. Nach seinem Ausscheiden war er als Transportunternehmer tätig. 1869 ließ er sich in Washington D.C. nieder, wo er 1872 starb. Er wurde auf dem Union Cemetery in Steubenville beigesetzt.